# Oxyagrion sulmatogrossense
Oxyagrion sulmatogrossense är en trollsländeart som beskrevs av Costa, Irineu och Santos 2000. Oxyagrion sulmatogrossense ingår i släktet Oxyagrion och familjen dammflicksländor. Inga underarter finns listade i Catalogue of Life.